# شورای وزیران عربستان سعودی
مجلس وزیران عربستان سعودی (به عربی: مجلس الوزراء السعودي) همان هیئت دولت عربستان سعودی است و رئیس مجلس وزیران عربستان سعودی سلمان بن عبدالعزیز (پادشاه عربستان) می‌باشد.

## اعضای مجلس وزیران
| منصب                                            | وزیر                                         |
| ----------------------------------------------- | -------------------------------------------- |
| رئیس مجلس وزرا                                  | الملک سلمان بن عبد العزیز آل سعود            |
| معاون اول رئیس مجلس الوزرا و وزیر کشور          | امیر محمد بن نایف بن عبدالعزیز آل سعود       |
| معاون دوم رئیس مجلس وزرا سعودی                  | امیر محمد بن سلمان بن عبد العزیز آل سعود     |
| وزیر امور خارجه                                 | عادل الجبیر                                  |
| وزیر الشؤون البلدیة والقرویة                    | امیر منصور بن متعب بن عبد العزیز آل سعود     |
| وزیر الشؤون الإسلامیة والأوقاف والدعوة والإرشاد | شیخ صالح بن عبد العزیز بن محمد آل الشیخ      |
| وزیر آموزش و پرورش                              | امیر فیصل بن عبد الله بن محمد آل سعود        |
| وزیر آموزش عالی                                 | دکتر خالد بن محمد العنقری                    |
| وزیر عدالت                                      | دکتر محمد بن عبد الکریم العیسی               |
| وزیر ثروت نفت و منابع معدنی                     | مهندس علی بن إبراهیم النعیمی                 |
| وزیر النقل                                      | دکتر جبارة بن عید الصریصری                   |
| وزیر التجارة والصناعة                           | استاد عبد الله بن أحمد یوسف زینل             |
| وزیر الشؤون الاجتماعیة                          | دکتر یوسف بن أحمد العثیمین                   |
| وزیر الاقتصاد والتخطیط                          | استاد خالد بن محمد القصیبی                   |
| وزیر بهداشت                                     | دکتر عبد الله بن عبد العزیز الربیعة          |
| وزیر الثقافة والإعلام                           | دکتر عبد العزیز بن محیی الدین خوجة           |
| وزیر العمل                                      | مهندس عادل بن محمد فقیه                      |
| وزیر الخدمة المدنیة                             | استاد محمد بن علی الفایز                     |
| وزیر دارایی                                     | دکتر إبراهیم بن عبد العزیز العساف            |
| وزیر المیاه والکهرباء                           | مهندس عبد الله بن عبد الرحمن الحصین          |
| وزیر کشاورزی                                    | دکتر فهد بن عبد الرحمن بالغنیم               |
| وزیر الحج                                       | دکتر فؤاد بن عبد السلام الفارسی              |
| وزیر الإتصالات وتقنیة المعلومات                 | مهندس محمد جمیل بن أحمد ملا                  |
| وزیر الإسکان                                    | دکتر شویش بن سعود الضویحی                    |
| وزیر الدولة و رئیس‌الحرس الوطنی                  | امیر متعب بن عبد الله بن عبد العزیز آل سعود  |
| وزیر الدولة                                     | امیر عبد العزیز بن فهد بن عبد العزیز آل سعود |
| وزیر الدولة للشؤون السیاسیة                     | دکتر مطلب بن عبد الله النفیسة                |
| وزیر الدولة لشؤون مجلس الشوری                   | دکتر سعود بن سعید المتحمی                    |
| وزیر الدولة لشؤون مجلس الوزراء                  | دکتر عبد العزیز بن عبد الله الخویطر          |
| وزیر الدولة لشؤون التجارة الخارجیة              | دکتر مساعد بن محمد العیبان                   |
| وزیر الدولة للشؤون الخارجیة                     | دکتر نزار بن عبید مدنی                       |